# 브룩 리
브룩 리(이시내, Brook Antoinette Mahealani Lee, 1971년 1월 8일 ~ )는 미국의 미인 대회 우승자, 배우, 텔레비전 진행자, 모델이다. 미스 USA 1997, 미스 유니버스 1997의 우승자이다. 한국계 최초 미스 유니버스 우승자이다.
브룩 리의 조부는 1950년대 대한민국에서 하와이로 이주한 이민 1세이다. 한국 외에 포르투갈, 하와이, 네덜란드, 중국, 영국, 프랑스 혈통이다.